# مالاهيد (أونتاريو)
مالاهيد، أونتاريو (بالإنجليزية: Malahide) هي مدينة كندية تقع في مقاطعة أونتاريو. تبلغ مساحة هذه المدينة 395.0705 (كم²)، ويبلغ عدد سكانها 8828 نسمة حسب إحصاء سنة 2006 م، بينما كان يسكنها 8777 نسمة في سنة 2001 م. تحتل هذه المدينة المرتبة رقم 429 بين مدن كندا حسب عدد السكان والمرتبة رقم 158 في المقاطعة. نما عدد السكان في هذه المدينة بنسبة (0.6) بين العامين المذكورين.

## أعلام
- آرثر ليزلي كاميرون

## وصلات خارجية
- الأطلس الحكومي لكندا
- إحصاءات كندا مع ساعة تعداد السكان نسخة محفوظة 23 مارس 2008 على موقع واي باك مشين.